# Ernst Rausch
Ernst Rausch (* 18. Juli 1889 in Budapest; † 23. Oktober 1977 in Göttingen) war ein deutsch-ungarischer Bauingenieur.
Rausch ging in Budapest zur Schule und studierte dort an der Technischen Hochschule Bauingenieurwesen. 1912 war er Gasthörer an der TH Berlin-Charlottenburg, danach kurz in der Baupraxis und danach Assistent an der TH Budapest, an der er 1920 promoviert. Anschließend ist er bei Baufirmen für Eisenbeton in Berlin (unter anderem Beton- und Monierbau).
In Berlin wurde er zum Experten für Baudynamik (mit vielen Veröffentlichungen) und betrachtete dabei als einer der Ersten das Bauwerk samt Boden als Ganzes. Er promovierte erneut in Berlin und habilitierte sich an der TH Berlin-Charlottenburg, an der er 1933 bis 1945 über Eisenbetonbau Vorlesungen hält. Außerdem war er ab 1932 beratender Ingenieur und Prüfingenieur für Baustatik. 1945 ging er von Berlin nach Essen, wo er 1946 mit dem Aufbau und der Leitung der bautechnischen Prüfanstalt betraut wurde. Außerdem begutachtete er als Prüfingenieur ab 1953 regelmäßig Gruben und Schächte in statischer Hinsicht für das Oberbergamt Dortmund.
Von ihm stammt eine Monographie über Stahlbetonbau und das damalige Standardwerk über Baudynamik (kurz der „Rausch“ genannt). Auch die Normung auf diesem Gebiet (DIN 4024, 4025, 4150) beeinflusste er stark als Obmann der entsprechenden Ausschüsse.

## Schriften
- Die deutschen Eisenbetonbestimmungen von 1925 zum bequemen Gebrauch für die Entwurfsbearbeitung nach Konstruktionsgliedern geordnet und ausgelegt, Springer 1925
- Drillung (Torsion), Schub und Scheren im Stahlbetonbau, Springer 1929, 3. Auflage, Deutscher Ingenieur-Verlag 1953
  - 2. Auflage als: Berechnung des Eisenbetons Gegen Verdrehung (Torsion) und Abscheren, Springer, 1938
- Maschinenfundamente und andere dynamische Bauaufgaben, 3 Bände, Berlin, VDI Verlag, 2. Auflage 1943 (zuerst 1936)
- Das Verhalten von Wohnhauswänden bei Bergschäden, Stuttgart: Franckh 1955